# Pianosonate nr. 6 (Mozart)
Pianosonate nr. 6 in D majeur, KV 284, is een pianosonate van Wolfgang Amadeus Mozart. Hij schreef het stuk, dat circa 24 minuten duurt, in 1775.

## Onderdelen
De sonate bestaat uit drie delen:
- I Allegro
- II Rondo en Polonaise: andante
- III Thema met variaties

### Allegro
Dit is het eerste deel van de sonate. Het stuk heeft een 3/4-maat en staat in D majeur. Het begint met veel dynamisch contrast en eindigt met twee arpeggio akkoorden.

### Rondo en Polonaise: andante
Dit is het tweede deel van de sonate. Het heeft een 3/4-maat en staat in A majeur. Het stuk eindigt piano.

### Thema met variaties
Dit is het derde een laatste deel van de sonate. Het stuk bestaat uit een thema met daarop 12 variaties. Deze variaties verschillen zowel van toonsoort, als van tempo. Het eindigt met een arpeggio akkoord.